# 大仙市アーカイブズ

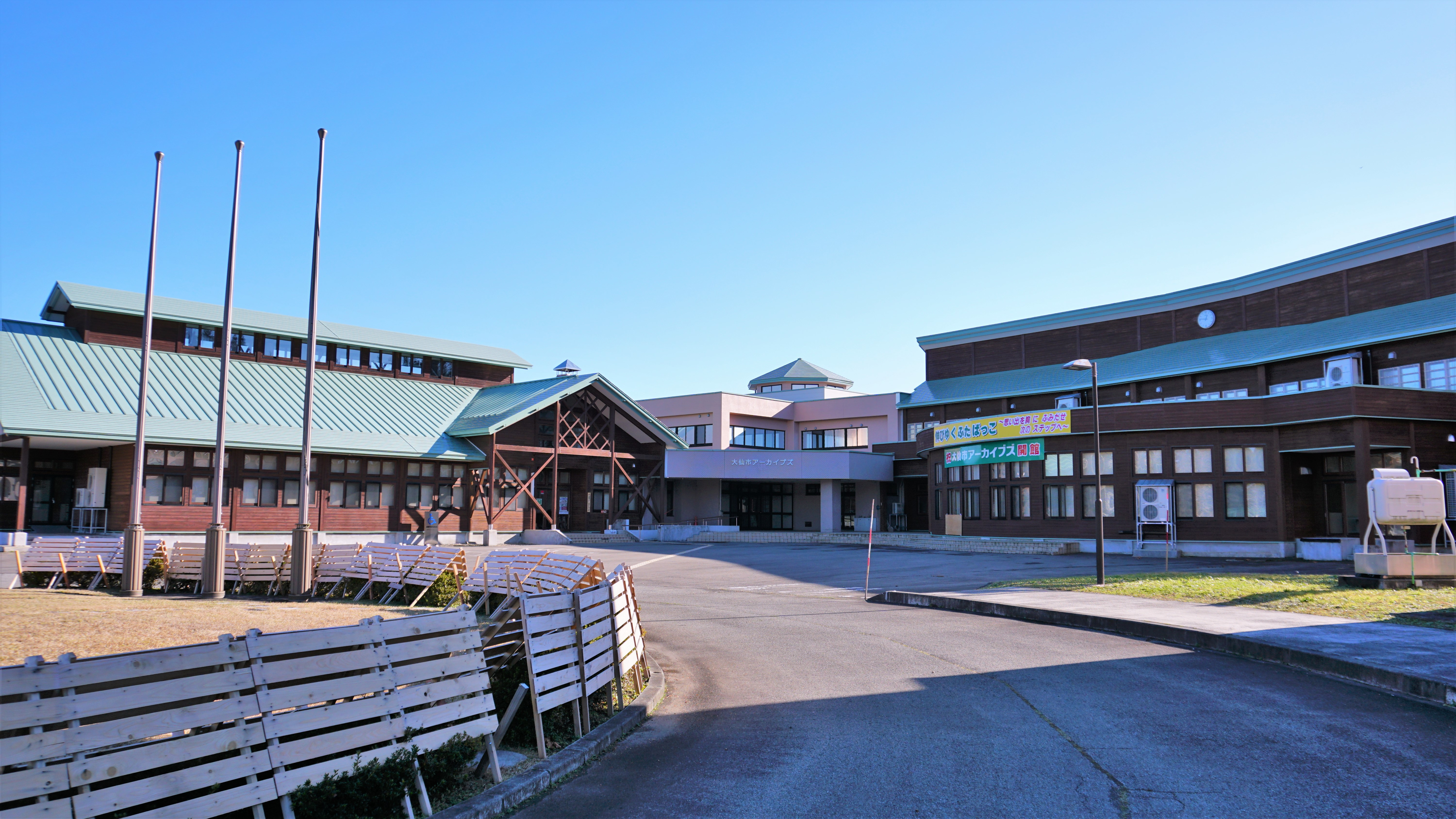
大仙市アーカイブズ（2018年12月）

大仙市アーカイブズ（だいせんしアーカイブズ）は、秋田県大仙市にある市立の公文書館。市町村立としては東北地方で最初の公文書館である。

## 開館に至る経緯
大仙市では合併・発足後の2007年より全公文書の保存指示がなされ、2010年度末に「大仙市アーカイブズ構想」が策定されて、以降文書の選別評価や廃校舎を利用した文書保存が実施された。2013年度に旧大仙市立双葉小学校をアーカイブズとすることが決まり、2014年度より施設の改修工事がおこなわれた。
施設改修は2017年3月に完了し、同年5月3日に開館した。

## 設置目的
「大仙市アーカイブズ条例」（平成29年3月22日条例第22号）の第1条に
と記されている。

## 関連文献
- 『大仙市アーカイブズ　アーカイブズ入門』 大仙市 2017年
- 『大仙市アーカイブズ』（リーフレット） 大仙市、2018年